# Östra Göinge
Östra Göinge è un comune svedese di 13 599 abitanti, situato nella contea di Scania. Il suo capoluogo è la cittadina di Broby.
Qua nacque il calciatore Kalle Svensson.

## Località
Nel territorio comunale sono comprese le seguenti aree urbane (tätort):
| # | Località  | Popolazione |
| - | --------- | ----------- |
| 1 | Knislinge | 3 016       |
| 2 | Broby     | 2 931       |
| 3 | Glimåkra  | 1 483       |
| 4 | Sibbhult  | 1 383       |
| 5 | Hanaskog  | 1 316       |
| 6 | Immeln    | 291         |
| 7 | Hjärsås   | 233         |
| 8 | Östanå    | 221         |